# Xã Industry-Rock Falls, Quận Phelps, Nebraska
Xã Industry-Rock Falls (tiếng Anh: Industry-Rock Falls Township) là một xã thuộc quận Phelps, tiểu bang Nebraska, Hoa Kỳ. Năm 2010, dân số của xã này là 238 người.